# هریت بروکس
هریت بروکس (به انگلیسی: Harriet Brooks) (زادهٔ ۱۸۷۶ در انتاریو - درگذشتهٔ ۱۹۳۳) نخستین زن دانشمند کانادایی در رشته فیزیک هسته‌ای و فیزیک پزشکی است.
وی به‌دلیل تحقیقات گسترده‌ای که در زمینهٔ واپاشی هسته‌ای انجام داده، شهرت یافته‌بود.
وی شاگرد ارنست رادرفورد بوده و مدتی را نیز تحت سرپرستی ماری کوری به تحقیق پرداخته‌بود.